# 無盡的天空
《無盡的天空》（果てない空）是嵐的第34枚單曲。2010年11月10日發行。唱片公司為J Storm。

## 解說
- 與前作Dear Snow相距約1個月，為2010年的第六張單曲。這是自9月以來連續三個月發行單曲：「Løve Rainbow」－「Dear Snow」－「無盡的天空」。如果包含專輯，則是自7月以來連續5個月發行CD：「To be free」－「我眼中的風景」－「Løve Rainbow」－「Dear Snow」－「無盡的天空」。
- 分初回限定盤、通常盤2種形態發售。初回限定盤僅收入「無盡的天空」、「那一天的聖誕快樂」2曲，附贈「無盡的天空」的PV、幕後製作花絮影片、花絮照相片集以及16P歌詞本。通常盤除了前述的兩首，再收入「STORY」、「maboroshi」以及其4首的原版卡拉OK，共8曲。
- 主打歌是成員二宮和也主演，富士電視台火曜連續劇『飛特族、買個家。』主題曲。
- 這是嵐首次，全年度發行了六張單曲。刷新了嵐在一年內發行單曲的數量（2008及2009年皆為4張）。
- 除了卡拉OK外，單曲內收錄的新曲高達4首，是自2003年的「不知所措」以來第二次。
- 此為2010年首張以日語作為標題的單曲。
- 初回限定盤塑膠膜包裝上的貼紙寫道：「隨著本年度最後一張發行，嵐謹獻上最衷心的感謝之意。非常感謝，2010年眾多的支持！」（日本販售版原文：「今年最後のCDリリースに嵐から感謝の気持ちを込めて。2010年もたくさんの応援、ありがとうございました！」），也以禮物結作為插圖，感謝大家今年以來對於嵐的支持。
- 初回限定盤DVD內的"相片集"，收入拍攝PV與單曲封面的花絮照，為選單式，共57張相片。
- 通常盤的封面，以象徵的手法，背景出現了通往「LOVE」 「PEACE」 「HAPPY」 「BONDS」 「GOAL」 「TOMORROW」 「FAMILY」 「THANKS」 「PROMISE」的＂路標＂，分別是愛、和平、快樂、聯繫、目標、明日、家庭、感謝以及承諾，充分地描繪出「無盡的天空」這首歌的歌詞意涵與意境。
- PV的主題，先是許多小的門堆積成迷宮一般，象徵著尋求目標、百般糾結的內心，接著開啟巨大的一扇門，另一端的景色是浩瀚的天空，就在這片"無盡的天空"下，迎向希望與光耀的明天。
- 在第62回NHK紅白歌合戰以組曲形式演唱（迷宮戀曲 + 無盡的天空）

### 主要紀錄
- 自第12張單曲「PIKA★★NCHI DOUBLE」以来，連續23張，共30張單曲週間排名第一名。是繼B'z和濱崎步之後第3組歌手達成"30張單曲獲得週間冠軍"，且是男藝人中最快達成這項紀錄的。
- 首週銷售高達57.2萬張，刷新出道單曲「A・RA・SHI」的首週銷售紀錄，為嵐首週銷售最高的一張單曲，但此記錄給2013年發行的「Calling/Breathless」打破。

## 收錄曲

### 通常版
1. 無盡的天空(果てない空)
作詞.作曲：QQ
編曲：ha-j
富士電視台火曜連續劇『飛特族、買個家。』主題曲
2. STORY
作詞：小川貴史、alt
作曲：オオバコウスケ
編曲：吉岡たく
3. maboroshi
作詞.作曲：小林建樹
編曲：宮野幸子
4. 那一天的聖誕快樂(あの日のメリークリスマス)
作詞：Soluna
作曲：Takuya Harada
編曲：佐々木博史
5. 無盡的天空(果てない空)（Original Karaoke）
6. STORY（Original Karaoke）
7. maboroshi（Original Karaoke）
8. 那一天的聖誕快樂(あの日のメリークリスマス)（Original Karaoke）

### 初回限定版

#### CD
1. 無盡的天空(果てない空)
2. 那一天的聖誕快樂(あの日のメリークリスマス)

#### DVD
1. 無盡的天空(果てない空)（PV+幕後花絮+相片集）